# Skellefteå (musikalbum)
Skellefteå är ett samlingsalbum av indiebandet The Wannadies, döpt efter bandets hemstad Skellefteå.
En samling med de bästa utgåvorna på MNW Records/Soap, albumet innehåller också en tidigare outgiven låt, "Easier To Sing", som gavs ut 1998. 

## Låtförteckning
Alla låtar skrivna av Wiksten, S. Schönfeldt, F. Schönfeldt, Karlsson, Bergmark förutom 1-7 av Wiksten, S. Schönfeldt, F. Schönfeldt, Karlsson, Bergmark, Malmquist.
1. "Easier To Sing" – 4:04
2. "Might Be Stars (Single Version)" – 3:09
3. "You And Me Song" – 2:50
4. "Love In June" – 3:02
5. "How Does It Feel?" – 4:22
6. "New World Record" – 3:03
7. "Kid" – 4:48
8. "Cherry Man" – 4:41
9. "December Days" – 5:41
10. "Lucky You" – 3:18
11. "Love Is Dead (From Hell To Skellefteå Version)" – 2:36
12. "Never Killed Anyone (Version #1)" – 2:05
13. "My Home Town" – 3:33
14. "Black Waters" – 3:12
15. "The Beast Cures The Lover (Smile EP Version)" – 3:27